# Radovanu
Radovanu è un comune della Romania di 4 695 abitanti, ubicato del distretto di Călărași, nella regione storica della Muntenia.
Il comune è formato dall'unione di 2 villaggi: Radovanu e Valea Popii.